# Canalis nervi facialis

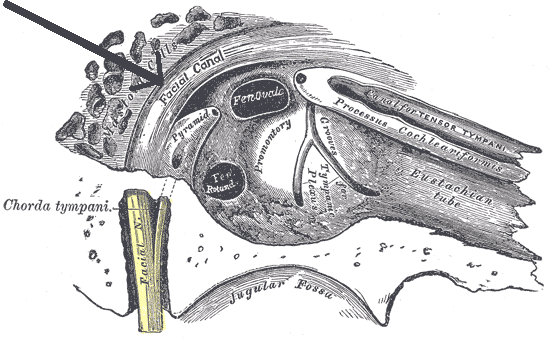
A nyíl jelöli a járatot a dobüregben

A canalis nervi facialis egy járat az ember koponyájában. A meatus acusticus internus-tól a foramen stylomastoideumig tart.
A belső hallójárat mélyén (fundus meatus acusticus internus) található egy harántul elhelyezkedő csontléc és öt nyílás. Ezek közül az egyik az area nervi facialis, innen indul az arcidegcsatorna. Három szakasza van:
- labirintikus szakasz: 4 mm hosszú és a geniculum canalis facialisig tart. Itt található a geniculum nervi facialis és ennek elülső felszínén a ganglion geniculatum
- dobüregi szakasz: hossza 12 mm, ferdén oldalra, hátra és lefele tart. Ez a szakasz bedomborodik a dobüregbe, létrehozva a proeminentia canalis facialist annak csecsnyúlványi falán. A szakasz végén az arcidegcsatorna egy újabb szöglettörést szenved, amelyet az arcidegcsatorna disztális térdének nevezünk.
- csecsnyúlványi szakasz: hossza 18 mm. Függőlegesen száll le a dobüreg csecsnyúlványi falának eminentia pyramidalisa mögött és a foramen stylomastoideummal végződik.